# Národní knihovna Moldavska
Národní knihovna Moldavské republiky (rumunsky Biblioteca Naţională a Republicii Moldova) je národní knihovna v moldavském hlavním městě Kišiněvě. Je státní institucí podřízenou ministerstvu kultury Moldavské republiky. Byla založena v roce 1940, ale navazuje na Guberniální knihovnu Besarábie založenou roku 1832 (Kišiněvská veřejná knihovna v letech 1876–1939). Současný název nese od roku 1991. Původní knižní fond byl založen na soukromé knihovně plukovníka Liprandiho a čítal 428 knižních svazků. V roce 1963 knihovna nashromáždila první milion svazků. V roce 2023 schraňovala 2,5 miliony dokumentů ve třiceti jazycích.

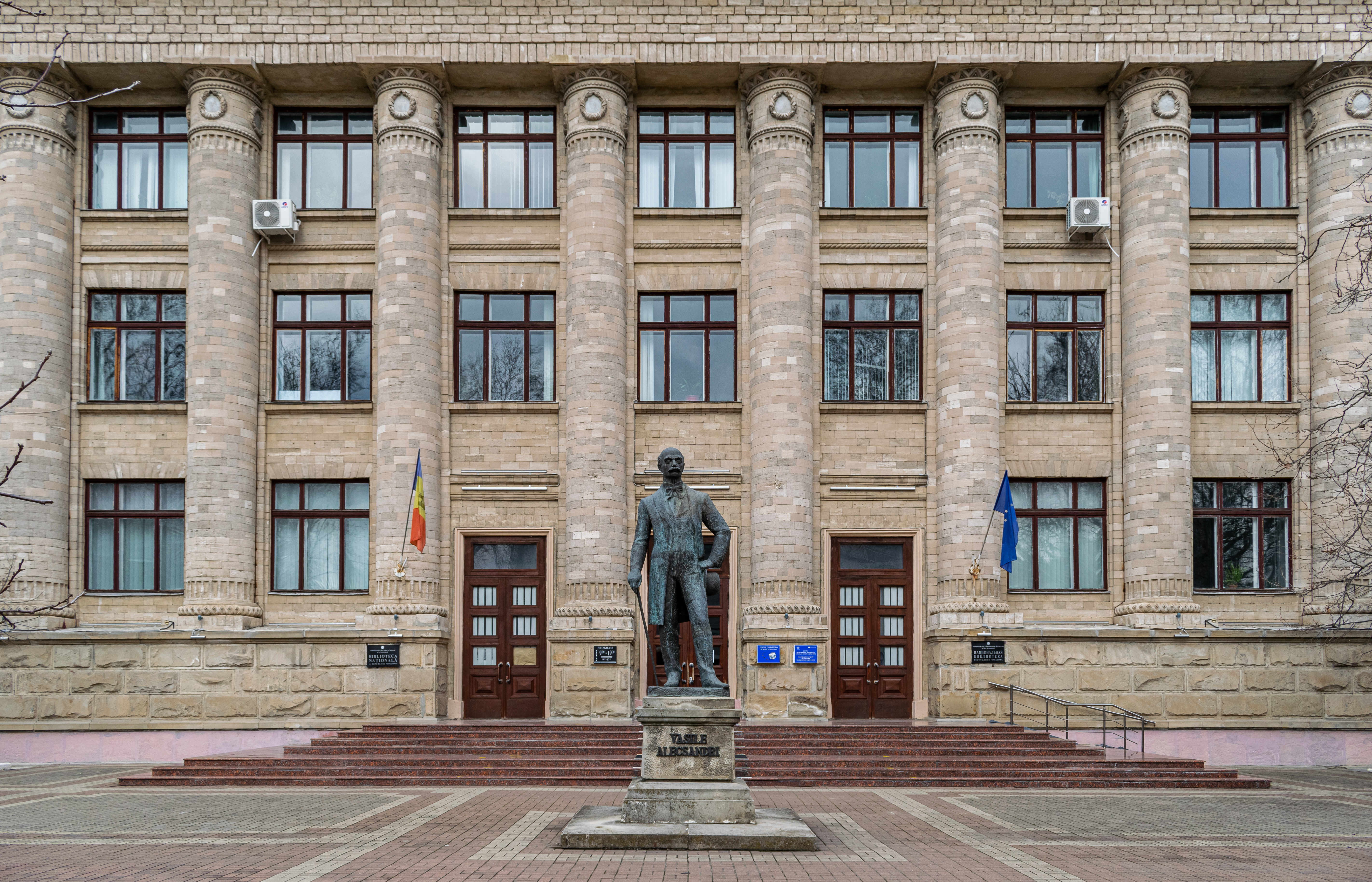
Průčelí budovy knihovny se sochou básníka Vasile Alecsandriho

V roce 1961 se knihovna přestěhovala do nově postavené budovy od architekta Agakiho Ambarţumeana, kde sídlí dodnes (str. 31 august 1989, ulice 31. srpna 1989). Sídlo je též zváno „Vasile Alecsandri“, neboť v roce 1997 byla před vchodem odhalena socha básníka Vasile Alecsandriho. Krom toho část knihovní administrativy sídlí v budově bývalého semináře. V roce 1996 knihovna vytvořila ve spolupráci s osmi velkými knihovnami v zemi, pěti muzei a Národním archivem program „Paměť Moldavska“, který je napojen na program „Paměť světa“ UNESCO. Jeho hlavním účelem je chránit písemného kulturního dědictví Moldavska. V roce 2013 uvedla knihovna do provozu systém SIBIMOL, který integruje bibliografické zdroje z fondů všech veřejných knihoven v Moldavsku do jediné databáze.